# 1-й повітряний флот (Третій Рейх)
1-й пові́тряний флот (нім. Luftflotte 1) — повітряний флот Люфтваффе, одне з основних оперативно-стратегічних об'єднань Повітряних сил нацистської Німеччини в роки Другої світової війни.

## Командування

### Командири
- генерал-фельдмаршал Альберт Кессельрінг (1 лютого 1939 — 11 січня 1940);
- генерал-полковник Ганс-Юрген Штумпф (12 січня — 10 травня 1940);
- генерал авіації Вільгельм Віммер (11 травня — 19 серпня 1940);
- генерал-полковник Альфред Келлер (20 серпня 1940 — 12 червня 1943);
- генерал авіації Гюнтер Кортен (12 червня — 23 серпня 1943);
- генерал авіації Курт Пфлюгбайль (24 серпня 1943 — 16 квітня 1945).

## Абревіатури та скорочення
- FAGr = Fernaufklärungsgruppe = літак-розвідник.
  - Gruppe = ескадра
- JG = Jagdgeschwader = винищувач
  - Geschwader = аналог групи в Королівських ВПС Великої Британії
- KG = Kampfgeschwader = бомбардувальник
- KG zbV = Kampfgeschwader zur besonderen Verwendung = військово-транспортний літак, пізніше — TG
- NAGr = Nahaufklärungsgruppe = літак зв'язку
- NASt = Nahaufklärungsstaffel = літак зв'язку
  - Staffel = аналог ескадрильї у ВПС Великої Британії
- NSGr = Nachtschlachtgruppe = нічний штурмовик
- SAGr = Seeaufklärungsgruppe = бомбардувальник, що патрулює
- SG = Schlachtgeschwader = штурмовик
- TG = Transportgeschwader= військово-транспортний літак